# Anubis bohemani
Anubis bohemani är en skalbaggsart som beskrevs av Charles Joseph Gahan 1894. Anubis bohemani ingår i släktet Anubis och familjen långhorningar. Inga underarter finns listade i Catalogue of Life.